# 이경훈 (배우)
이경훈(2010년 9월 29일 ~ )은 대한민국의 배우이다.

## 출연작

### 영화
- 《아이들은 즐겁다》(2021) - 다이 역
- 《저 산 너머》(2020) - 수환 역

### 드라마
- 《구미호뎐 1938》  (tvN, 2023 -어린　천무영 역
- 《엉클》 (TV조선, 2021) - 민지후 역
- 《경로를 이탈하였습니다》 (JTBC, 2021) - 동자승 역
- 《아이를 찾습니다》 (JTBC, 2021) - 황재민 역
- 《메모리스트》 (tvN, 2020) - 어린　동백 역
- 《모두의 거짓말》 (OCN, 2019) - 어린 인동구 역
- 《바람이 분다》 (JTBC, 2019) - 어린 권도훈 역
- 《해치》 (SBS, 2019) - 어린 밀풍군 이탄 역
- 《훈남정음》 (SBS, 2018) - 산이 역
- 《크로스》 (tvN, 2018) - 동한 역

### 앨범
- 《엉클》OST